# Bennecourt
Bennecourt település Franciaországban, Yvelines megyében. Lakosainak száma 1792 fő (2022. január 1.). Bennecourt Bonnières-sur-Seine, Freneuse, Gommecourt, Limetz-Villez és Notre-Dame-de-la-Mer községekkel határos.

## Népesség
A település népességének változása:
| Lakosok száma | 1793 | 1832 | 1887 | 1897 | 1892 | 1883 | 1882 | 1837 | 1792 |
|               | 2013 | 2015 | 2016 | 2017 | 2018 | 2019 | 2020 | 2021 | 2022 |